# Sinfonia concertante per violino, viola e orchestra (Mozart)
La Sinfonia concertante per violino, viola e orchestra in Mi bemolle maggiore K 364 (K6 320d) è una composizione di Wolfgang Amadeus Mozart scritta nel 1779; la sinfonia può a pieno diritto essere considerata un doppio concerto.

## Storia
Mozart compose la Sinfonia concertante a Salisburgo nell'estate del 1779, al ritorno dal viaggio che lo aveva portato a Mannheim, Augusta e a Parigi, immediatamente dopo il concerto per due pianoforti e orchestra K 365, anch'esso nella tonalità Mi bemolle maggiore, e la Messa dell'incoronazione. Nonostante stesse attraversando un periodo di grande difficoltà in seguito alla morte della madre, avvenuta mentre si trovavano a Parigi, e al forzato rientro a Salisburgo dopo non esser riuscito a trovare una situazione professionale indipendente come avrebbe voluto, Mozart non si perse d'animo e nella difficoltà sembrò cogliere uno sprone per realizzare nuove composizioni.
Durante il suo viaggio Mozart si era reso conto quanto il genere concertante fosse di gran moda in quelle città che potevano vantare il primato in Europa, con orchestre di prima qualità, sia per la presenza di virtuosi sia per ampiezza e affiatamento dell'organico. In particolare a Mannheim la Scuola sinfonica aveva ottenuto grande fama in tutta Europa ed era arrivata ad avere fino a 90 strumentisti di altissimo livello. Mozart aveva avuto modo di conoscere bene questi musicisti, traendo suggerimenti di notevole importanza e la consapevolezza delle grandi possibilità di un'orchestra di fatto "professionale". La nuova composizione, la più ambiziosa scritta in quel periodo, era proprio destinata all'orchestra di Mannheim che da poco si trasferita a Monaco, poiché faceva parte del seguito di Carlo Teodoro, principe del Palatinato. La complessa dinamica orchestrale della composizione riflette la crescente competenza tecnica dell'orchestra europea di quel periodo ed è stata anche influenzata dal cavaliere di Saint-George che aveva incontrato a Parigi e di cui si nota qualche influenza nel movimento finale Presto.

## Struttura e analisi
- Allegro maestoso (4/4, Mi bemolle maggiore)
- Andante (3/4, Do minore)
- Presto (2/4, Mi bemolle maggiore)

Nella Sinfonia concertante Mozart riunì tutto quanto aveva realizzato precedentemente, in particolare le due ultime serenate, e quello che di importante aveva appreso dalla Scuola di Mannheim scrivendo l'opera con una compiutezza artistica dovuta alla sua raggiunta maturità compositiva. Proprio nella scrittura della parte orchestrale, che assume in questo lavoro un'importanza fondamentale, si nota quanto sia stata significativa per Mozart la conoscenza e la frequentazione dell'Orchestra di Mannheim, conoscenza da cui deriva la notevole impronta sinfonica data alla composizione.
Riguardo al tipo di composizione quale è la sinfonia concertante, va rilevato che Mozart non concepisce una struttura nella quale ai solisti vengano riservate ampie possibilità individuali, ma piuttosto cerca di creare un dialogo con il violino e la viola e tra questi e l'orchestra. La logica è quella cameristica post haydniana, dove non esiste prevalenza tra i componenti e il cui antagonismo il musicologo Hermann Abert ben caratterizzerà con le parole "amichevole rivalità".
Il primo tempo Allegro maestoso, nella luminosa tonalità di Mi bemolle maggiore, è una pagina dal piglio sinfonico vitale e comunica una sensazione di fiducia; il tema principale è già esposto nella corposa introduzione da oboi, corni e archi. Il secondo tema, ricco di abbellimenti, si sviluppa in un crescendo che precede l'entrata degli strumenti solisti. Lo svilupposi connota di un'atmosfera più inquieta dovuto alla modulazione in Sol minore. Dopo la ripresa è prevista una cadenza che, in questo caso, è stata scritta dall'autore stesso, sfruttando il dialogo giocoso fra violino e viola. L'Andante, in una più intensa e scura tonalità di Do minore, è invece una pagina lirica in cui l'orchestra ha funzione di accompagnamento dei due strumenti solisti che, senza soluzione di continuità, alternano e compenetrano temi di grande bellezza e intensa poesia in un dialogo sempre concentrato e incalzante. Il Presto conclusivo è un brano brioso che contrasta immediatamente il tono più meditativo dell'Andante precedente; la sinfonia concertante si chiude con un rondò gioioso dal ritmo instancabile e luminoso.
Una particolarità prevede che la parte della viola solista sia scritta in Re maggiore con l'indicazione "accordata un mezzo tono più alto"; questo accorgimento ha lo scopo di rendere la viola più brillante grazie alla maggiore tensione delle corde e all'utilizzo delle corde vuote mentre il violino nella tonalità di Mi bemolle, a causa dell'impossibilità di utilizzare frequentemente le corde vuote, assume una sonorità più velata. In questo modo si eviterebbe che il violino sovrasti la viola. Normalmente però oggi i violisti preferiscono suonare con lo strumento accordato normalmente. Mozart aveva composto la parte della viola molto probabilmente per sé stesso e per questo ha avuto cura di scrivere egli stesso le cadenze, di cui quella del secondo movimento è di notevole bellezza.

## Organico
- solisti (violino, viola)
- 2 oboi
- 2 corni
- archi